# Atuna travancorica
Atuna travancorica là một loài thực vật thuộc họ Chrysobalanaceae. Đây là loài đặc hữu của Ấn Độ. Chúng hiện đang bị đe dọa vì mất môi trường sống.